# Joseph Fernand Gaston Robert Couget
Joseph Fernand Gaston Robert Couget (* 31. Juli 1866 in Mülhausen im Elsass; † 1950) war ein französischer Diplomat.

## Leben
Joseph Fernand Gaston Robert Couget studierte Rechtswissenschaft und trat am 9. Februar 1893 in den Dienst des Außenministeriums ein. Er war unter Joseph Raymond Baylin de Monbel Sekretär an der Botschaft in Tanger und in London. Am 26. November 1899 wurde er Attaché an der Gesandtschaft in Teheran, in der er am 29. März 1900 zum Gesandtschaftssekretär 2. Klasse ernannt wurde und vom Mai bis Oktober 1900 Geschäftsträger war. Ab dem 6. Dezember 1901 war er auf Posten in Wien. Vom 18. September 1902 bis zum 3. Juli 1903 war er erneut Geschäftsträger in Teheran. In Peking wurde er zum Gesandtschaftssekretär 1. Klasse befördert. Von 1906 bis 1910 war er in Tokio. Von 1910 bis 1916 war er Generalkonsul in Beirut und vom 17. August 1916 bis 1920 Geschäftsträger in Mexiko-Stadt. Von 1920 bis 1926 war er Gesandter in Prag.